# Landtagswahl in Kärnten 1953
- VO: 1
- SPÖ: 18
- ÖVP: 11
- VDU: 6

Die Landtagswahl in Kärnten 1953 fand am 22. Februar 1953 statt. Dabei konnte die Sozialistische Partei Österreichs (SPÖ) ihren ersten Platz ausbauen und erreichte mit dem Zugewinn von drei Mandaten die Hälfte aller Landtagssitze. Die Österreichische Volkspartei (ÖVP) konnte ihren zweiten Platz zwar halten, verlor jedoch ein Mandat an die SPÖ. Auch die Wahlpartei der Unabhängigen (WdU) verlor zwei Mandate an die SPÖ und belegte den dritten Platz. Die Kommunistische Partei Österreichs (KPÖ), die gemeinsam mit den Linkssozialisten und der Demokratischen Union unter dem Namen Wahlgemeinschaft Österreichische Volksopposition (VO) antrat, blieb nahezu unverändert und konnte ihr Mandat halten.
1953 waren 285.615 Menschen bei der Landtagswahl stimmberechtigt, wobei dies eine Steigerung der Wahlberechtigten um 18.343 Personen bedeutete. Die Wahlbeteiligung lag 1953 bei 90,86 % und war damit gegenüber 1949 deutlich gefallen, als 93,99 % der Wahlberechtigten an der Wahl teilnahmen.

## Gesamtergebnis
|                                                                 | Ergebnis 1953    | Ergebnis 1953    | Ergebnis 1953    | Ergebnis 1949    | Ergebnis 1949    | Ergebnis 1949    | Differenz | Differenz | Differenz |  |
| --------------------------------------------------------------- | ---------------- | ---------------- | ---------------- | ---------------- | ---------------- | ---------------- | --------- | --------- | --------- |  |
| Wahlberechtigte                                                 | 285.615          | 285.615          | 285.615          | 267.272          | 267.272          | 267.272          | + 18.343  | + 18.343  | + 18.343  |  |
| Wahlbeteiligung                                                 | 90,86 %          | 90,86 %          | 90,86 %          | 93,99 %          | 93,99 %          | 93,99 %          | - 3,13 %  | - 3,13 %  | - 3,13 %  |  |
|                                                                 | Stimmen          | %                | Mand.            | Stimmen          | %                | Mand.            | Stimmen   | %         | Mand.     |  |
| Abgegebene Stimmen                                              | 259.507          |                  | 36               | 251.200          |                  | 36               | + 8.307   |           |           |  |
| Ungültig                                                        | 5.904            | 2,28 %           |                  | 2.990            | 1,19 %           |                  | + 2.914   | + 1,09 %  |           |  |
| Gültig                                                          | 253.603          | 97,72 %          |                  | 248.210          | 98,81 %          |                  | + 5.393   | - 1,09 %  |           |  |
| Partei                                                          |                  |                  |                  |                  |                  |                  |           |           |           |  |
| Sozialdemokratische Partei Österreichs (SPÖ)                    | 122.245          | 48,20 %          | 18               | 101.146          | 40,75 %          | 15               | + 21.099  | + 7,45 %  | + 3       |  |
| Österreichische Volkspartei (ÖVP)                               | 72.321           | 28,52 %          | 11               | 79.093           | 31,87 %          | 12               | –6.772    | –3,35 %   | –1        |  |
| Wahlpartei der Unabhängigen (WdU)                               | 42.877           | 16,91 %          | 6                | 51.012           | 20,55 %          | 8                | –8.135    | –3,64 %   | –2        |  |
| Wahlgemeinschaft Volksopposition (VO)                           | 10.337           | 4,08 %           | 1                | 9.910            | 3,99 %           | 1                | + 427     | + 0,09 %  | ± 0       |  |
| Christlich-demokratische Partei (Krščanska demokratska stranka) | 3.892            | 1,53 %           | 0                | 4.644            | 1,87 %           | 0                | –752      | –0,34 %   | ± 0       |  |
| Bund der österreichischen Monarchisten                          | 1.201            | 0,47 %           | 0                | nicht kandidiert | nicht kandidiert | nicht kandidiert | + 1.201   | + 0,47 %  | ± 0       |  |
| Wahlpartei Freie Demokraten                                     | 333              | 0,13 %           | 0                | nicht kandidiert | nicht kandidiert | nicht kandidiert | + 333     | + 0,13 %  | ± 0       |  |
| Christlichsoziale Partei und Parteifreie Persönlichkeiten       | 327              | 0,13 %           | 0                | nicht kandidiert | nicht kandidiert | nicht kandidiert | + 327     | + 0,13 %  | ± 0       |  |
| Wahlvereinigung der Verstaatlichungsgegner                      | 70               | 0,03 %           | 0                | nicht kandidiert | nicht kandidiert | nicht kandidiert | + 70      | + 0,03 %  | ± 0       |  |
| Demokratische Front des werktätigen Volkes (DFC)                | nicht kandidiert | nicht kandidiert | nicht kandidiert | 2.095            | 0,84 %           | 0                | –2.095    | –0,84 %   | ± 0       |  |
| Demokratische Union (DU)                                        | nicht kandidiert | nicht kandidiert | nicht kandidiert | 305              | 0,12 %           | 0                | –305      | –0,12 %   | ± 0       |  |
| Demokratische Partei Österreichs (DPÖ)                          | nicht kandidiert | nicht kandidiert | nicht kandidiert | 5                | 0,00 %           | 0                | –5        | –0,00 %   | ± 0       |  |
| Gesamt                                                          | 253.603          | 100,00 %         | 36               | 248.210          | 100,00 %         | 36               | + 5.393   |           |           |  |